# Cânion do rio Poti

O Cânion do rio Poti é um fenômeno criado pela passagem do rio Poti por uma fenda geológica situada na serra da Ibiapaba, entre o Piauí e o Ceará. O cânion estende-se pelos municípios de Crateús, no Ceará, Castelo, Buriti dos Montes e Juazeiro, no Piauí. O aceso é feito através de duas estradas vicinais: uma pela cidade de Juazeiro do Piauí e outra pela cidade de Castelo do Piauí. Nos períodos chuvosos o acesso fica inviabilizado pelas cheias do rio Poti.
Embora seja conhecido e divulgado pela imprensa local e estadual, o local ainda é pouco visitado, mas sua beleza já atrai ecoturistas e aventureiros de várias partes do país e do exterior. A visita aos cânions pode ser completada com a ida a Pedra do Castelo.

## Características

### Falha geológica
O rio Poti nasce no Ceará e chega ao Piauí cruzando uma falha geológica. Segundo alguns estudiosos, o Poti deveria naturalmente seguir para o litoral cearense, mas ao chegar ao município de Buriti dos Montes, a 250 quilômetros de Teresina, encontra uma grande falha geológica ocorrida há milhões de anos, ele atravessa a serra e segue para o Piauí para finalmente desembocar no rio Parnaíba, no bairro Poti Velho, em Teresina.
Os paredões da garganta chegam a ter 60 metros de altura e a rocha é cheia de escavações feitas pela correnteza, originando formas de beleza incomum, e em alguns lugares cria cavernas e abrigos naturais, muito utilizados pelos pescadores.

### Gravuras rupestres
Algumas rochas apresentam gravuras rupestres muito antigas, porém diferentes das encontradas no Parque de Sete Cidades e no Sítio Arqueológico da Serra da Capivara, pois estas foram esculpidas em baixo-relevo nas pedras das encostas. 
Até os dias atuais, todo esse patrimônio encontra-se ainda semidesconhecido, sendo visitado apenas por pescadores e ecologistas que enfrentam as rústicas trilhas de difícil acesso.